# Anselma de Salces
Anselma de Salces y Salas (Bilbao, Vizcaya, 21 de abril de 1815 - 1885) fue una benefactora bilbaína.
Hija del bermiotarra Eusebio María de Salces y de la bilbaína Esperanza de Salas, fue bautizada en la basílica de San Nicolás del Casco Viejo de Bilbao el día siguiente de su nacimiento, poniéndole el triple nombre de Anselma Luisa Theresa. Como recoge su partida bautismal, acompañando al nombre Anselma le pusieron los de su madrina y su padrino de bautizo.
Como benefactora, entre otras cosas fundó la institución Bolsas de Estudios, que consistían en tres pensiones anuales otorgadas a jóvenes naturales bilbaínos con vocación para las Bellas Artes.
Se casó con Rafael Minio y se trasladaron a vivir a Murcia con su familia, aunque continúo con su labor benefactora en Bilbao y Vizcaya; por ejemplo, subvencionó con premios las Fiestas Vascas de Marquina del año 1883.
En 1885, tras su fallecimiento, dejó estipulado en su testamento una asignación de dinero para la promoción del estudio entre doncellas pobres, naturales de Bilbao que supieran hablar vascuence, así como para el estudio de las Bellas Artes.

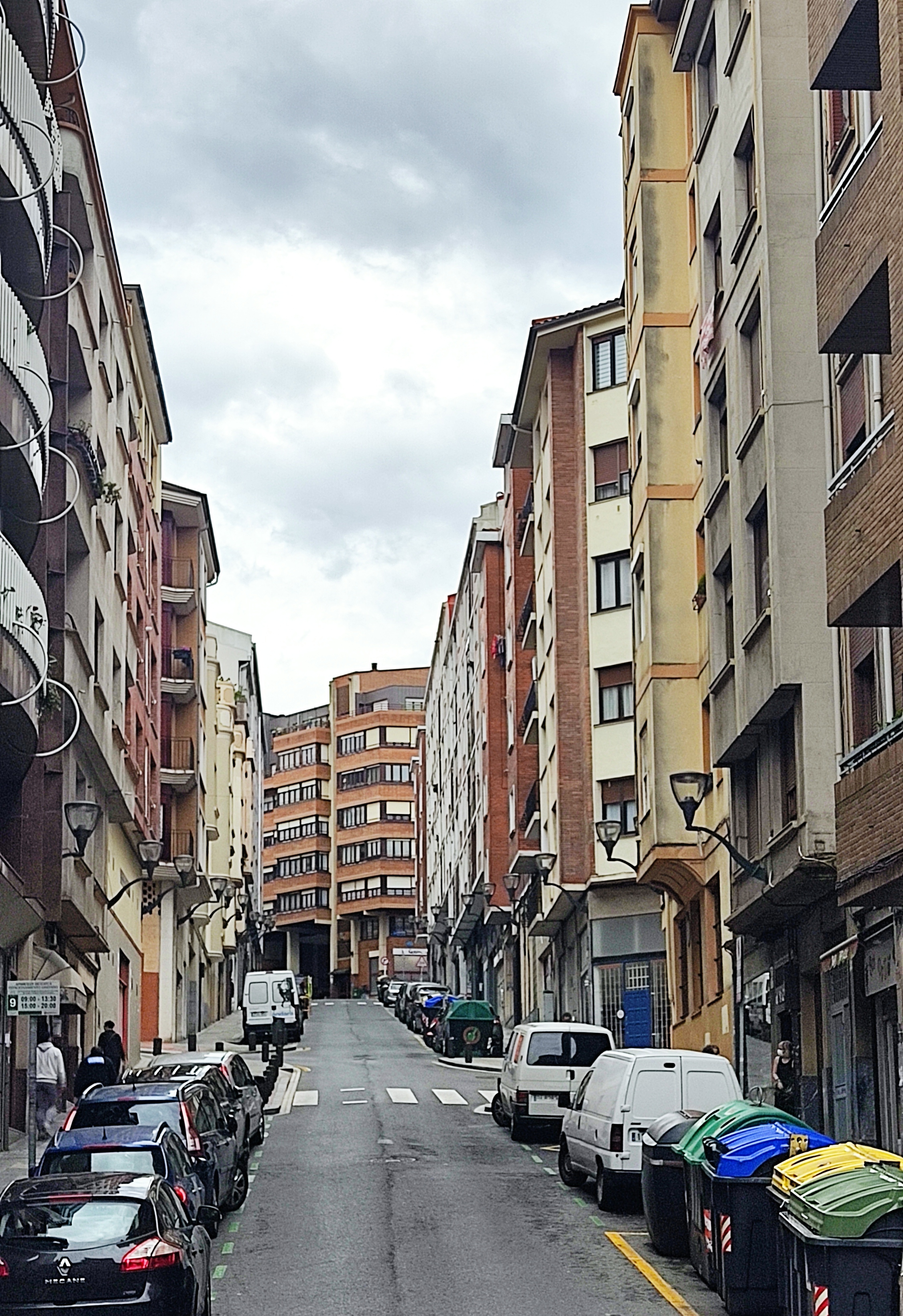
Calle Anselma de Salces en Bilbao.

En el barrio bilbaíno de Uribarri, tras el Ayuntamiento, una calle lleva su nombre.